# Tuleariocaris neglecta
Tuleariocaris neglecta är en kräftdjursart som beskrevs av Fenner A. Chace 1969. Tuleariocaris neglecta ingår i släktet Tuleariocaris och familjen Palaemonidae. Inga underarter finns listade i Catalogue of Life.

## Bildgalleri

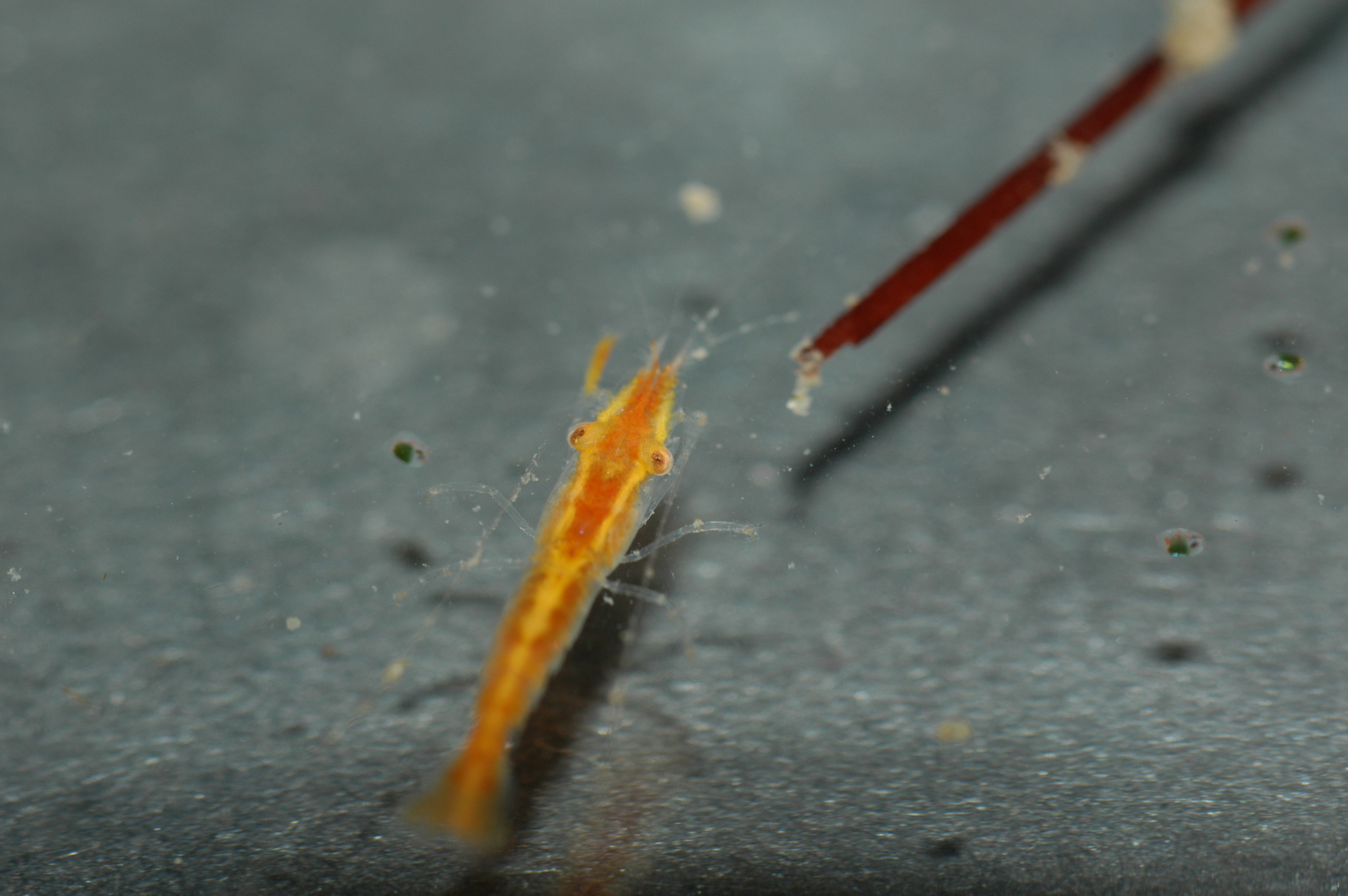